# Coquimbo
Coquimbo é uma comuna e capital da província de Elqui, localizada na Região de Coquimbo, Chile. Possui uma área de 1 429,3 km² e uma população de 256 735 habitantes (2017).

## Esportes
A cidade de Coquimbo possui um clube no Campeonato Chileno de Futebol, o Club de Deportes Coquimbo Unido que joga de mandante no Estádio Francisco Sánchez Rumoroso.